# Riedgraben (Marlach)
Der Riedgraben ist ein 16,5 km langer Bach in der Vorderpfalz in der Oberrheinischen Tiefebene, der in die Marlach mündet. 

## Geographie

### Verlauf
Der Riedgraben entspringt unterhalb der Ortsbebauungen der Orte Gimmeldingen und Königsbach. 200 Meter nach seiner Quelle mündet von links der Zeiselbach. Der Riedgraben mündet in die Marlach, welche kurz darauf in den Floßbach einfließt.
Der Oberlauf des Riedgrabens im Pfälzerwald ist ausgetrocknet. Oberhalb der heutigen Quelle ist der ehemalige Bachlauf zugunsten eines Neubaugebietes verschwunden.

### Zuflüsse
- Zeiselbach (Klausentalbach) (links), 2,6 km, 1,81 km²
- Schlachtgraben (links), 0,4 km, 0,60 km²